# Jesús González Ortega (botánico)
Jesús González Ortega (1876 - 1936) fue un ingeniero agrónomo, botánico, y explorador mexicano.
- La abreviatura «J.G.Ortega» se emplea para indicar a Jesús González Ortega como autoridad en la descripción y clasificación científica de los vegetales.[2]